# Cistothorus apolinari
Cistothorus apolinari là một loài chim trong họ Troglodytidae.